# Хетум Патмич
Хету́м Патми́ч (Хету́м-Исто́рик, Хайтон, Гайтон; середина 1240-х — 1310-е) — армянский государственный деятель и историк; автор сочинения «Вертоград», или «Цветник историй земель Востока», записанного по-старофранцузски и по-латински.

## Биография
Хетум был сыном Ошина (ум. 1264), владетеля Корикоса, брата царя Хетума I Киликийского и Смбата Спарапета. Подробности ранних лет его жизни неизвестны. Семья его пользовалась большим влиянием в Киликийском царстве. Сын Хетума Бодуэн был правителем Тарса, Константин — коннетаблем, Ошин (ум. 1320) — регентом в период правления Левона III (1305—1307), дочь Забела (род. 1282) была женой царя Ошина (1307—1320).
| |  |
| 1. Страница из «Хроники» приписываемый Гетуму, рук. 1319 года 2. Страница из «Цветника историй земель Востока», рук. начала XV века |  |

Хетум был вынужден покинуть Киликию, опасаясь преследований со стороны своего племянника и противника Хетума II (царь в 1289—1293, 1294—1297, 1299—1307). В 1305 году он стал монахом в премонстрантском аббатстве Беллапаис на Кипре. Хетум был тесно связан с фракцией Амори Тирского и в 1306 году, после того как Амори стал регентом Кипрского королевства, отправился в качестве эмиссара регента в Европу, к папе Клименту V. В 1308 году Хетум возвратился на Кипр, а затем и в Киликию, где, вероятно, возобновил свою политическую деятельность.
По велению папы Николай Фалькон де Туль в Пуатье записал рассказ Хетума по-старофранцузски (La Flor des Estoires de la Terre d’Orient), а затем перевёл на латынь (Flos Historiarum Terre Orientis). Книга была представлена Клименту в августе 1307 года.
Труд состоит из четырёх частей. В первой идёт речь о четырнадцати восточных странах, во второй — об истории господства мусульман в Святой земле, в третьей — о происхождении «татар» и их завоеваниях, четвёртая, посвящённая описанию Египта, дополнена советами по организации нового крестового похода.
«Цветник историй» был весьма популярен у средневекового европейского читателя. Флорентиец Джованни Виллани в своих рассказах о «татарах» и венецианец Марино Сануто в проекте крестового похода опирались на данные Гетума. «Цветник историй» вошёл в состав латиноязычного сборника сочинений о Востоке, переведённого в 1351 году на старофранцузский Жаном Ле Лонгом и использованного автором «Путешествий сэра Джона Мандевиля».

## Переводы на русский
- Цветник историй // Книга странствий  / Перевод с латинского и старофранцузского, составление, статьи и комментарии Н. Горелова. — СПб.: Азбука-классика, 2006. — С. 211—274. — ISBN 5-352-01786-9.
- Текст договора, заключённого между Мункэ-ханом и царём Гетумом I // Армянские источники о монголах  / Перевод А. Г. Галстяна. — М.: Издательство восточной литературы, 1962. — С. 67—70.